# Лако, Теодор
Теодор Лако (Лячо) (алб. Teodor Laço; 6 сентября 1936, Дардэ близ Корча — 15 октября 2016, Тирана, Албания) — албанский писатель
, сценарист, дипломат, политический, государственный и дипломатический деятель. Лауреат государственной премии.

## Биография
Окончил агрономический факультет Тиранского университета . В 1965 году дебютировал как писатель, написав повесть «Эра земли» («Era e tokës»). Наибольшую известность ему принес роман «Твёрдая земля» («Toka e ashpër»), опубликованный в 1971 году, в котором он изобразил период коллективизации в албанской деревне.
Автор романов, повестей, рассказов, драм, комедий, сценариев художественных фильмов. Некоторые произведения Т. Лако переведены и опубликованы на иностранных языках.
С 1976 года сотрудничал с киностудией «Нова Албания» («Kinostudio Shqipëria e Re»). Его сценарий к фильму «Противостояние» («Përballimi») был удостоен премии на 2-м Албанском кинофестивале в 1977 году. Написал ещё 10 киносценариев.
В конце 1980-х годов стал руководителем редакции художественных фильмов на киностудии, в 1990-м году возглавил кинокомпанию «Albfilm».
В 1991 году был соучредителем Албанской социал-демократической партии, был её вице-президентом до 1994 года. На парламентских выборах 1992 года был избран в парламент по списку СДП Албании. Был депутатом парламента три срока подряд.
В 1994—1997 годах занимал пост министра культуры, молодежи и спорта (4 декабря 1994-1 марта 1997). Позже, член партии Либерально-демократический союз, в 2001 г. был лидером партии.
Дипломат. Чрезвычайный и полномочный посол. В 2006—2010 годах был послом Албании в Российской Федерации.

## Награды
- Орден Наима Фрашери 1 степени
- Государственная премия Албании
- Почётный гражданин области Корча.

## Избранные произведения
- Era e tokës (Эра земли), 1965
- Shtëpia në rrugicë (Дом на аллее), 1968
- Një nuse per Stasin (История невесты), 1970
- Korbat mbi mermer (Грачи на мраморе), 1981
- Të gjithë lumenjtë rrjedhin (Все реки текут), 1987
- Toka e ashpër (Твёрдая земля), 1987
- Pushimet e kolonelit (Каникулы полковника), 1990
- Shi në plazh (Дождь на пляже)
- Vrasja e buzëqeshjes (Убийство улыбки)
- Një dritare në Kremlin (Окно в Кремле)
- Mjegull (Туман), 2009
- Gropas 67, 2014